# Zurnazém Mustafá Paxá
Zurnazém Mustafá Paxá (em turco: Zurnazen Mustafa Paşa) foi um estadista otomano de origem albanesa. Foi grão-vizir do Império Otomano por 4 horas em 5 de março de 1656. Às vezes é excluído das listas dos grão-vizires otomanos. Foi promovido do título de procurador à posição de grão-vizir devido à influência que exerceu sobre o sultão para a demissão de Gazi Huceine Paxá do cargo. A sua nomeação causou uma revolta em Istambul, e foi exilado após ter o seu curto mandato.